# A Million Little Things
A Million Little Things es una serie de televisión de drama familiar estadounidense creada por D. J. Nash para ABC. La serie fue estrenada el 26 de septiembre de 2018. El título es una referencia al dicho: «La amistad no es una gran cosa – sino un millón de pequeñas cosas».
En mayo de 2022, ABC renovó la serie para una quinta y última temporada, que se estrenó el 8 de febrero de 2023. La serie finalizó el 3 de mayo de 2023.

## Sinopsis
La trama se centra en un grupo de amigos entrelazados en la vida de cada uno, que se dan cuenta de que necesitan comenzar a vivir más cuando uno de ellos muere repentinamente.

## Elenco y personajes

### Principales
- David Giuntoli como Eddie Saville, profesor de música y padre que se queda en casa y que tiene problemas matrimoniales.
- Romany Malco como Rome Howard
- Allison Miller como Maggie Bloom, terapeuta e interés amoroso de Gary
- Christina Moses como Regina Howard, una chef que quiere abrir su propio restaurante.
- Christina Ochoa como Ashley Morales (temporada 1), asistente de Jon.
- Grace Park como Katherine Kim, es una madre que hace malabares con su carrera y criando a su hijo.
- James Roday como Gary Mendez, amigo de Eddie, Jon y Rome, y un sobreviviente de cáncer de pecho.
- Stéphanie Szostak como Delilah Dixon (temporadas 1–3; recurrente temporada 4), viuda de Jon.
- Tristan Byon como Theo Saville, hijo de Katherine y Eddie.
- Lizzy Greene como Sophie Dixon, la hija gótica de Jon y Delilah de 16 años.
- Chance Hurstfield como Daniel «Danny» Dixon (temporada 2–presente; recurrente temporada 1), hijo de Jon y Delilah y el hermano pequeño de Sophie.
- Floriana Lima como Darcy Cooper (temporada 3; recurrente temporada 2, 4), el nuevo interés amoroso de Gary.

### Recurrentes
- Ron Livingston como Jon Dixon, un exitoso hombre de negocios que inesperadamente se suicida.
- Constance Zimmer como Jeri Huntington
- Bodhi Sabongui como Elliot
- Henderson Wade como Hunter
- Sam Pancake como Carter French
- Drea de Matteo como Barbara Nelson Morgan, una mujer misteriosa del pasado de Jon.
- Chandler Riggs como Patrick "PJ" Nelson, un joven que se hace amigo de Rome, más tarde se revela que es hijo de Barbara Morgan.
- Melora Hardin como Patricia Bloom
- Rhys Coiro como Mitch Nelson
- Jason Ritter como Eric
- Lou Beatty Jr. como Walter Howard
- Ebboney Wilson como Eve
- Anna Akana como Dakota
- Chris Geere como Jamie
- Mattia Castrillo como Liam
- Adam Swain como Tyrell
- Andrew Leeds como Peter Benoit
- Karen Robinson como Florence
- Terry Chen como Alan
- Nikiva Dionne como Shanice Williamson
- Cameron Esposito como Greta Strobe

### Invitados
- Sam Huntington como Tom, un hombre misterioso del pasado de Maggie.
- Gerald McRaney (temporada 1) y Paul Guilfoyle (temporada 2) como Lenny Farache
- L. Scott Caldwell como Renee Howard
- Romy Rosemont como Shelly
- James Tupper como Andrew Pollock
- Tyler Cody como Jake Anderson
- Marcia Gay Harden como Alice
- Sutton Foster como Chloe
- Olivia Steele Falconer como Alex Stewart
- Gerard Plunkett como Joseph Stewart
- Betsy Brandt como Colleen
- Andrea Savage como la Dra. Stacy
- Paul Rodriguez como Javier Mendez
- Ryan Hansen como Camden
- Azie Tesfai como Cassandra
- Mario Van Peebles como Ronald

## Episodios
| Temporada | Temporada | Episodios | Episodios | Emisión original         | Emisión original      |
| Temporada | Temporada | Episodios | Episodios | Primera emisión          | Última emisión        |
| --------- | --------- | --------- | --------- | ------------------------ | --------------------- |
|           | 1         | 17        | 17        | 9 de septiembre de 2018  | 28 de febrero de 2019 |
|           | 2         | 19        | 19        | 9 de septiembre de 2019  | 26 de marzo de 2020   |
|           | 3         | 18        | 18        | 19 de noviembre de 2020  | 9 de junio de 2021    |
|           | 4         | 20        | 20        | 22 de septiembre de 2021 | 18 de mayo de 2022    |
|           | 5         | 13        | 13        | 8 de febrero de 2023     | 3 de mayo de 2023     |

## Producción

### Desarrollo
El 18 de agosto de 2017, ABC ordenó una serie titulada A Million Little Things con el compromiso de la producción del piloto, escrita por D. J. Nash, que servirá como productor ejecutivo junto a Aaron Kaplan y Dana Honor. La serie fue descrita como «estar en el tono de The Big Chill», con el título derivado del dicho popular «La amistad no es una gran cosa – sino un millón de pequeñas cosas». A Nash se le ocurrió la idea de la serie después del piloto fallido de su serie Losing It. Dijo que «A veces en la comedia, tienes que disculparte por agregar drama, y por eso estaba tan emocionado de ver la pasión de ABC por un drama que tiene comedia». En enero de 2018, ABC ordenó oficialmente que se realizará el piloto, y fue recogido oficialmente el 9 de mayo de 2018. El 26 de octubre de 2018, se anunció que ABC ordenó una temporada completa de 17 episodios. El 5 de febrero de 2019, A Million Little Things fue renovado por una segunda temporada. El 14 de mayo de 2021, ABC renovó la serie para una cuarta temporada. El 13 de mayo de 2022, ABC renovó la serie para una quinta temporada. El 7 de noviembre de 2022, se anunció que la quinta temporada sería la última. La temporada se estrenó el 8 de febrero de 2023.

### Casting
El 6 de febrero de 2018, David Giuntoli fue seleccionado como Eddie. Una semana más tarde, Romany Malco fue elegido para retratar a Roma. Al final del mes, Christina Ochoa se había unido al elenco como Ashley, junto con Anne Son como Katherine, Christina Moses como Regina Howard, y James Roday como Gary. A principios de marzo de 2018, Allison Miller fue elegida como Maggie, Stéphanie Szostak fue elegida para interpretar a Delilah, mientras que Lizzy Greene fue elegida como Sophie Dixon. Ese mes, también se reveló que Ron Livingston se había unido a la serie en un papel no especificado, luego se reveló ser Jon. El 27 de junio de 2018, Grace Park fue elegida como Katherine, reemplazando a Anne Son, quien estaba en el piloto original.
El 31 de julio de 2018, se anunció que Sam Huntington se unió al elenco recurrente como Tom.

### Rodaje
La producción en el piloto tuvo lugar del 12 al 29 de marzo de 2018, en Vancouver, Columbia Británica.

## Lanzamiento
A Million Little Things se estrenó el 26 de septiembre de 2018 en ABC en los Estados Unidos. La serie se transmitirá a través de la emisora de pago turca, Digiturk.

## Recepción

### Recepción crítica
En Rotten Tomatoes, la serie tiene un índice de aprobación del 53% con una calificación promedio de 6.34/10, basado en 32 reseñas. El consenso crítico del sitio web dice, «A pesar de un elenco decente y algunos elementos intrigantes, A Million Little Things acaba bajo el peso de sus propias ambiciones emocionalmente elevadas». En Metacritic, que utiliza un promedio ponderado, asignó a la serie una puntuación de 51 sobre 100 en base a 18 reseñas, lo que indica «críticas mixtas».

### Audiencias
| Temporada | Horario (ET)                                                                                      | Episodios | Primera emisión          | Primera emisión      | Última emisión        | Última emisión       | Ranking | Prom. de espectadores (millones) |
| Temporada | Horario (ET)                                                                                      | Episodios | Fecha                    | Audiencia (millones) | Fecha                 | Audiencia (millones) | Ranking | Prom. de espectadores (millones) |
| --------- | ------------------------------------------------------------------------------------------------- | --------- | ------------------------ | -------------------- | --------------------- | -------------------- | ------- | -------------------------------- |
| 1         | Miércoles 10:00 p. m. (eps. 1-10) Jueves 10:00 p. m. (eps. 11-17)                                 | 17        | 26 de septiembre de 2018 | 5.07                 | 28 de febrero de 2019 | 5.26                 | 49      | 7.78                             |
| 2         | Jueves 9:00 p. m. (eps. 1-9) Jueves 10:00 p. m. (eps. 10-19)                                      | 19        | 26 de septiembre de 2019 | 4.99                 | 26 de marzo de 2020   | 4.27                 | 47      | 7.26                             |
| 3         | Jueves 10:00 p. m. (eps. 1-8) Miércoles 10:00 p. m. (eps. 9-16, 18) Miércoles 9:00 p. m. (ep. 17) | 18        | 19 de noviembre de 2020  | 4.04                 | 9 de junio de 2021    | 2.48                 | 57      | 5.24                             |
| 4         | Miércoles 10:00 p. m.                                                                             | 20        | 22 de septiembre de 2021 | 2.09                 | 18 de mayo de 2022    | 1.83                 | 62      | 4.06                             |
| 5         | Miércoles 10:00 p. m.                                                                             | 13        | 8 de febrero de 2023     | 2.21                 | 3 de mayo de 2023     | 2.03                 | —       | —                                |